# Skvoš
Skvoš (engl. squash), igra u dvoje u zatvorenom igralištu, s reketom dugačke drške i mekanom lopticom od kaučuka. 

## Način igre
Skvoš je jedan od najbržih, najiscrpljujućih, a prema časopisu Forbes i najzdraviji sport na svijetu.
Budući da je teren malen, a loptica od kaučuka, ona brzo odskakuje i svom se brzinom vraća prema igračima (rekord: 242 km/h). Postoje 4 kategorija loptica, ovisno o brzini kojom odskakuju. Loptice su crne boje, a kategorija loptice označava se točkicom. Žuta točkica označava vrlo sporu, a bijela ili zelena sporu lopticu. Crvena boja označava lopticu srednje brzine, a plava vrlo brzu lopticu.

## Pravila igre
Navedena pravila pokrivaju većinu situacija koje nastaju u rekreativnoj igri. Na stranicama Svjetskog saveza skvoša nalaze se potpuna pravila s detaljnim objašnjenjima.
Skvoš se igra na 3 dobivene igre (seta). Set u pravilu osvaja igrač koji prvi osvaja 11 bodova. Iznimka nastupa u slučaju rezultata 10:10. Tada igru osvaja igrač koji prvi povede s dva poena razlike.
Pri servisu igrač mora barem jednom nogom stajati unutar servisnog polja. Servis je ispravan ako loptica pogodi prednji zid iznad servis linije, a ispod out linije, te padne u četvrtinu na suprotnoj strani (osim ako je primatelj ne udari prije toga).
Odabir igrača koji će servirati na početku meča vrši se vrtnjom reketa. Nakon toga uvijek servira igrač koji je osvojio posljednji poen.
Sve dok isti igrač osvaja poene dužan je mijenjiti stranu s koje servira. Na početku svakog seta i kod promjene servera, isti može birati s koje će strane servirati.
Nakon servisa lopta prije nego takne pod mora udariti u prednji zid iznad letvice. Pri tome je dozvoljeno koristiti bočne kao i stražnji zid.
Prije svakog udarca loptica smije pasti najviše jednom na pod. Udarac mora biti obavljen tako da loptica nije nošena ili dvaput dotaknuta reketom.

Nerijetko se u igri događaju bliski kontakti među igračima.

U takvim se situacijama ne postupa uvijek jednako:
Ako igrač zasmeta svom protivniku pri kretanju prema loptici, dosuđuje se LET (izmjena se ponavlja).
Ako igrač zasmeta protivniku dosuđuje se STROKE (udarač osvaja poen).
Ako se u trenutku udarca protivnik nalazi između loptice i prednjeg zida dosuđuje se STROKE. Udarač u takvoj situaciji radi protivnikove sigurnosti ne smije udariti lopticu.
Ako se protivnik opravdano boji udariti lopticu jer bi moglo doći do kontakta ili ne zna položaj protivnika dosuđuje se LET.
Ako je ometanje minimalno dosuđuje se NO LET (izmjena se ne ponavlja i njen rezultat ostaje važeći).
Ako se procjenjuje kako igrač ne bi stigao lopticu bez obzira na smetnju dosuđuje se NO LET.
Ako je igrač nastavio s igrom nakon kontakta dosuđuje se NO LET.
U slučaju da igrač pri udarcu dotakne reketom protivnikov reket ili odjeću, automatski osvaja poen (STROKE).

## Teren
Teren za squash je površina okružena s četiri zida. Podna površina je podijeljena po pola na prednju i stražnju. Stražnja strana je dodatno razdvojena na lijevu i desnu stranu. Podna površina je tako podijeljena u 3 dijela: prednja polovica, stražnja lijeva četvrtina i stražnja desna četvrtina. Obje stražnje četvrtine sadrže servisne prostore.
Teren je okružen s četiri zida i to prednji, dva bočna te stražnji zid. Stražnji zid je stakleni kako bi suci i publika mogli pratiti meč. Postoje i tereni koji su kompletno napravljeni od stakla tzv. "Glass court". Gornja linija koja prolazi duž vrha prednjeg zida, spuštajući se duž bočnih zidova do stražnjeg zida označava "out". Donja linija prednjeg zida naziva se 'tin', a nalazi se na visini od pola metra također označava "out". Srednja linija prednjeg zida naziva se servisna linija.
|        | Dimenzije | +/-  |
| ------ | --------- | ---- |
| Dužina | 9750mm    | 10mm |
| Širina | 6400mm    | 10mm |
| Visina | 5640mm    |      |

## Prvaci svijeta
| Godina    | Mjesto održavanja | Pobjednik           | Finalist            | Rezultat                         |
| 1976.     | London            | Geoff Hunt          | Mohibullah Khan     | 7:9, 9:4, 8:10, 9:2, 9:2         |
| 1977.     | Adelaide          | Geoff Hunt          | Qamar Zaman         | 9:5, 10:9, 0:9, 9:4              |
| 1978.     | Nije održano      | Nije održano        | Nije održano        | Nije održano                     |
| 1979.     | Toronto           | Geoff Hunt          | Qamar Zaman         | 9:2, 9:3, 9:2                    |
| 1980.     | Adelaide          | Geoff Hunt          | Qamar Zaman         | 9:0, 9:3, 9:3                    |
| 1981.     | Toronto           | Jahangir Khan       | Geoff Hunt          | 7:9, 9:1, 9:2, 9:2               |
| 1982.     | Birmingham        | Jahangir Khan       | Dean Williams       | 9:2, 6:9, 9:1, 9:1               |
| 1983.     | München           | Jahangir Khan       | Chris Dittmar       | 9:3, 9:6, 9:0                    |
| 1984.     | Karachi           | Jahangir Khan       | Qamar Zaman         | 9:0, 9:3, 9:4                    |
| 1985.     | Cairo             | Jahangir Khan       | Ross Norman         | 9:4, 4:9, 9:5, 9:1               |
| 1986.     | Toulouse          | Ross Norman         | Jahangir Khan       | 9:5, 9:7, 7:9, 9:1               |
| 1987.     | Birmingham        | Jansher Khan        | Chris Dittmar       | 9:5, 9:4, 4:9, 9:6               |
| 1988.     | Amsterdam         | Jahangir Khan       | Jansher Khan        | 9:6, 9:2, 9:2                    |
| 1989.     | Kuala Lumpur      | Jansher Khan        | Chris Dittmar       | 7:15, 6:15, 15:4, 15:11, 15:10   |
| 1990.     | Toulouse          | Jansher Khan        | Chris Dittmar       | 15:8, 17:15, 13:15, 15:5         |
| 1991.     | Adelaide          | Rodney Martin       | Jahangir Khan       | 14:17, 15:9, 15:4, 15:13         |
| 1992.     | Johannesburg      | Jansher Khan        | Chris Dittmar       | 15:11, 15:9, 10:15, 15:6         |
| 1993.     | Karachi           | Jansher Khan        | Jahangir Khan       | 14:15, 15:9, 15:5, 15:5          |
| 1994.     | Barcelona         | Jansher Khan        | Peter Marshall      | 10:15, 15:11, 15:8, 15:4         |
| 1995.     | Nikozija          | Jansher Khan        | Del Harris          | 15:10, 17:14, 16:17, 15:8        |
| 1996.     | Karachi           | Jansher Khan        | Rodney Eyles        | 15:13, 17:15, 11:15, 15:3        |
| 1997.     | Petaling Jaya     | Rodney Eyles        | Peter Nicol         | 15:11, 15:12, 15:12              |
| 1998.     | Doha              | Jonathon Power      | Peter Nicol         | 15:17, 15:7, 15:9, 15:10         |
| 1999.     | Kairo             | Peter Nicol         | Ahmed Barada        | 15:9, 15:13, 15:11               |
| 2000.     | Nije održano      | Nije održano        | Nije održano        | Nije održano                     |
| 2001.     | Nije održano      | Nije održano        | Nije održano        | Nije održano                     |
| 2002.     | Antwerp           | David Palmer        | John White          | 13:15, 12:15, 15:6, 15:14, 15:11 |
| 2003.     | Lahore            | Amr Shabana         | Thierry Lincou      | 15:11, 11:15, 15:8, 15:14        |
| 2004.     | Doha              | Thierry Lincou      | Lee Beachill        | 5:11, 11:2, 2:11, 12:10, 11:8    |
| 2005.     | Hong Kong         | Amr Shabana         | David Palmer        | 11:6, 11:7, 11:8                 |
| 2006.     | Cairo             | David Palmer        | Grégory Gaultier    | 9:11, 9:11, 11:9, 16:14, 11:2    |
| 2007.     | Hamilton          | Amr Shabana         | Grégory Gaultier    | 11:7, 11:4, 11:6                 |
| 2008.     | Manchester        | Ramy Ashour         | Karim Darwish       | 5:11, 11:8, 11:4, 11:5           |
| 2009.     | Kuwait            | Amr Shabana         | Ramy Ashour         | 11:8, 11:5, 11:5                 |
| 2010.     | Al-Khobar         | Nick Matthew        | James Willstrop     | 7:11, 11:6, 11:2, 11:3           |
| 2011.     | Rotterdam         | Nick Matthew        | Grégory Gaultier    | 6:11, 11:9, 11:6, 11:5           |
| 2012.     | Doha              | Ramy Ashour         | Mohamed El Shorbagy | 2:11, 11:6, 11:5, 9:11, 11:8     |
| 2013.     | Manchester        | Nick Matthew        | Grégory Gaultier    | 11:9, 11:9, 11:13, 7:11, 11:2    |
| 2014      | Doha              | Ramy Ashour         | Mohamed El Shorbagy | 13:11, 7:11, 5:11, 11:5, 14:12   |
| 2015      | Bellevue          | Grégory Gaultier    | Omar Mossad         | 11:6, 11:7, 12:10                |
| 2016      | Cairo             | Karim Abdel Gawad   | Ramy Ashour         | 5:11, 11:6, 11:7, 2:1            |
| 2017      | Manchester        | Mohamed El Shorbagy | Marwan El Shorbagy  | 11:5, 9:11, 11:7, 9:11, 11:6     |
| 2018-2019 | Chicago           | Ali Farag           | Tarek Momen         | 11:5, 11:13, 13:11, 11:3         |
| 2019-2020 | Doha              | Tarek Momen         | Paul Coll           | 11:8, 11:3, 11:4                 |
| 2020-2021 | Chicago           | Ali Farag           | Mohamed El Shorbagy | 7:11, 12:10, 11:9, 11:4          |